# Cieśnina Falklandzka

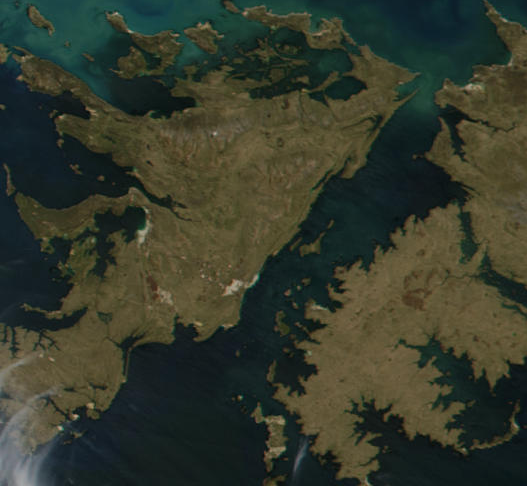
Zdjęcie satelitarne Cieśniny Falklandzkiej

Cieśnina Falklandzka (ang. Falkland Sound, hiszp. Estrecho de San Carlos) – cieśnina w archipelagu Falklandów, rozdzielająca wyspy Falkland Wschodni i Falkland Zachodni.
Cieśninę nazwał John Strong w 1690 roku, później nazwę rozszerzono na cały archipelag i jego dwie największe wyspy. Nazwa hiszpańska pochodzi natomiast od statku San Carlos, który dotarł do niej w 1768 roku, co może powodować pomyłki z zatoką San Carlos Water na Falklandzie Wschodnim.
W cieśninie leżą wyspy Narrow Island i Great Island oraz archipelagi Tyssen Islands i Swan Islands. U obu wejść do cieśniny leżą ponadto Arch Islands i Eddystone Rock.
Zatoki w wybrzeżu cieśniny to Fox Bay, Port Howard (Falkland Zachodni); Grantham Sound, San Carlos Water, Ruggles Bay (Falkland Wschodni).
Współrzędne geograficzne: 51°48′S 59°30′W/-51,800000 -59,500000